# 孟元陽
孟 元陽（もう げんよう、生年不詳 - 815年）は、唐代の軍人。

## 経歴
許州の軍中から身を立てた。軍の管理は粛然としており、事務につとめ、分担を得意とした。曲環が陳許節度使となると、元陽は大将をつとめ、曲環の命により西華県で屯田を監督した。貞元15年（799年）、曲環が死去すると、呉少誠が許州に進攻してきたため、元陽は許州を守った。外からの救援の兵はなく、呉少誠の包囲攻撃は激しいものであったが、呉少誠は許州に拘泥することはできず、包囲兵を撤退させた。貞元16年（800年）、韓全義が五楼で呉少誠に敗れると、諸軍の多くは勝手に帰還したが、元陽は神策都将の蘇元策や宣州都将の王幹とともに部下を率いて溵水に軍を留め、呉少誠の軍2000人あまりを破った。陳州刺史に任じられた。呉少誠討伐が中止されると、元陽は御史大夫を加えられた。
永貞元年（805年）、元陽は懐州刺史・河陽三城懐州節度使となった。元和5年（810年）、潞州長史・昭義軍節度使・沢潞磁邢洺観察使に任じられた。入朝して右羽林軍統軍となり、趙国公に封じられた。まもなく左金吾衛大将軍に任じられ、再び統軍となった。元和9年12月16日（815年1月30日）、死去した。揚州大都督の位を追贈された。

## 伝記資料
- 『旧唐書』巻151 列伝第101
- 『新唐書』巻170 列伝第95